# Shihugou
Shihugou (kinesiska: 石湖沟, 石湖沟乡) är en socken i Kina. Den ligger i provinsen Liaoning, i den nordöstra delen av landet, omkring 170 kilometer sydost om provinshuvudstaden Shenyang. Antalet invånare är 26478. Befolkningen består av 12 732 kvinnor och 13 746 män. Barn under 15 år utgör 12,0 %, vuxna 15-64 år 77 %, och äldre över 65 år 9,0 %.
Genomsnittlig årsnederbörd är 1 470 millimeter. Den regnigaste månaden är juli, med i genomsnitt 478 mm nederbörd, och den torraste är januari, med 12 mm nederbörd.